# Vettese Guerino
Vettese Guerino, o Pierre Vetese (Gallarate, 1º agosto 1895 – Malakoff, 24 febbraio 1952), è stato un fisarmonicista francese, di origine italiana e di etnia sinti.

## Biografia
Sappiamo poco della vita di Guerino, noto negli anni 30 come fisarmonicista nella sua orchestra musette, "Orchestre de la Boite à matelots" (ma nelle varie incisioni usò anche altre denominazioni, come "Guérino Et Son Orchestre Musette De La Boite À Matelots", "Guérino Et Son Orchestre Musette" e in Italia "Guerino e la sua orchestra"), orchestra di cui faceva parte anche un altro musicista napoletano, Armando Della Monica, tenore e chitarrista, probabilmente invitato dallo stesso Guerino a Parigi, oltre al giovanissimo Django Reinhardt (che fu scoperto proprio da Guerino) con suo fratello Joseph; gli altri musicisti del gruppo orchestrale erano Tarteboulle al contrabbasso, Lucien Gallopain e Pierre Ferret alle chitarre e Pierre Pagliano al violino.
Guerino è nato in Italia nel 1895 da una famiglia di zingari napoletani per poi trasferirsi in Francia nel 1903 dove vivrà fino alla sua morte nel 1952, causata da un tumore.
Viene ricordato per aver suonato con il famoso chitarrista belga Django Reinhardt. I suoi pezzi più noti sono Brise Napolitaine (reincisa da Yvette Horner e pubblicata due anni dopo come singolo su 45 giri) e Gallito, che vengono ancora ristampate a più di ottant'anni dalla prima pubblicazione; sono in tutto conosciute 45 sue incisioni.

## Discografia

### 78 giri
- 1933 - Brise Napolitaine/Gallito (Odeon, 250.418)
- 1933 - Rien N'Est Plus Doux Que L'Amour/La Novaraise (Odeon, 250.587)
- 1934 - Mais Dans Tes Bras/C'est Une Petite Etoile (Odeon, 279.007)
- 1934 - Un Vrai Cubain/La Sérénade Eternelle (Odeon, 279.163)
- 1935 - Frivolette/Carditella (Odeon, GO 12327)

### Compilation
- 1996 - Swing Accordion (Iris Musique Production, IMP 047; Guérino è presente con i brani Brise Napolitaine, Ne Soit Pas Jalouse e Gallito
- 2003 - Swing Accordion (Iris Music, 3001 872; Guérino è presente con i brani Brise Napolitaine e Gallito
- 2007 - Accordeon - Paris Musette (Recording Arts, 2X618; Guérino è presente con i brani Brise Napolitaine e Gallito, quest'ultimo brano eseguito con Django Reinhardt